# Altona, Illinois
Altona là một làng thuộc quận Knox, tiểu bang Illinois, Hoa Kỳ. Năm 2010, dân số của làng này là 531 người.

## Dân số
Dân số qua các năm:
- Năm 2000: 570 người.
- Năm 2010: 531 người.